# 国吉名
国吉名（くによしみょう）とは、越中国砺波郡の最北端で小矢部川左岸（現在の富山県高岡市南西部一帯）に存在した名田。

## 概要
国吉名については『吾妻鏡』延応元年（1239年）5月条に詳しい記載がある。
『吾妻鏡』によると、承久の乱で北陸道方面軍を率いた北条朝時の配下に「五十嵐党」があり、この時の「勲功之賞」として五十嵐惟重なる人物が国吉名の新補地頭職を得たという。なお、越中国で承久の乱直後に新地頭補任がされた記録が残るのは、石黒荘院林郷・太海郷と国吉名のみであった。
五十嵐惟重は「小豊次太郎」を称していることから和田合戦に敗れた五十嵐小豊治の嫡流で、鎌倉幕府の御家人であったとみられる。また『吾妻鏡』で「五十嵐党」と表記されることから、北条朝時の家人などではなく、在地豪族の五十嵐党の棟梁であった。
しかしこれに対して北条朝時に伺候する小見親家なる人物が押領を行い、延応元年（1239年）2月日に相論の裁決が鎌倉に持ち込まれた。小見親家は延応元年1月に朝時が饗応役を務めた歳首垸飯で朝時の子名越時章に従って伺候したとの記録があることから、恐らく名越家に伺候する有力家人であった。
相論の中で小見親家は「自らの知行分である」と述べて権利を主張したが、北条泰時によって「小見親家の過ちは逃れがたい」との裁決が下され、侍所所司金窪左衛門大夫行親に身柄を拘留された。『吾妻鏡』によると北条泰時は4月25日より重病となっており、5月2日の評定の時にも恢復していなかったが、「綿を額に結び、鶏足に寄りかかって」して評定に臨んだという。北条泰時が病を押してでも国吉名にかかる裁決を行ったのは、泰時と政治的に対立する朝時への牽制と、同時期に次々と式目が追加されたこととも連動する、幕府の統制強化の一環であったと評されている。
時代は下って文亀3年（1503年）、『三浦周行所蔵文書』において大舘持房が自分の所領として越中国内では国吉・横田・今江・福田・海老川・杉原・鳥取7箇所を挙げている。これによって、室町時代後半には国吉名は大舘氏が領有していたと分かる。
江戸時代に入ると越中国は加賀藩領となり、中世の国吉名一帯は国吉郷と呼ばれた。富田景周の『三州地理志稿』によると、五十辺・篠八口・八口・高辻・手洗野・細池・島崎・荅野島・佐賀野・岩坪・頭川・上八ヶ新・月野谷の13ヵ村が国吉郷に属するとされる。これらの諸村を中心として明治維新後に富山県西砺波郡の国吉村が成立し、現在はいずれも富山県高岡市に属している。